# Diplusodon mattogrossensis
Diplusodon mattogrossensis är en fackelblomsväxtart som beskrevs av T. B. Cavalcanti. Diplusodon mattogrossensis ingår i släktet Diplusodon och familjen fackelblomsväxter. Inga underarter finns listade i Catalogue of Life.